# Hemipenthes pullatus
Hemipenthes pullatus är en tvåvingeart som först beskrevs av Daniel William Coquillett 1894.  Hemipenthes pullatus ingår i släktet Hemipenthes och familjen svävflugor. Inga underarter finns listade i Catalogue of Life.